# كتلبة تيبتية
كتلبة تيبتية (الاسم العلمي:Catalpa tibetica) هي نوع من النباتات تتبع جنس الكتلبة من الفصيلة البنيونية.